# Reninus amazoniae
Reninus amazoniae är en skalbaggsart som först beskrevs av Lewis 1898.  Reninus amazoniae ingår i släktet Reninus och familjen stumpbaggar. Inga underarter finns listade i Catalogue of Life.